# Calvertagrion minutissimum
Calvertagrion minutissimum är en trollsländeart som först beskrevs av Selys 1876.  Calvertagrion minutissimum ingår i släktet Calvertagrion och familjen dammflicksländor. Inga underarter finns listade i Catalogue of Life.